# Bon-gwan

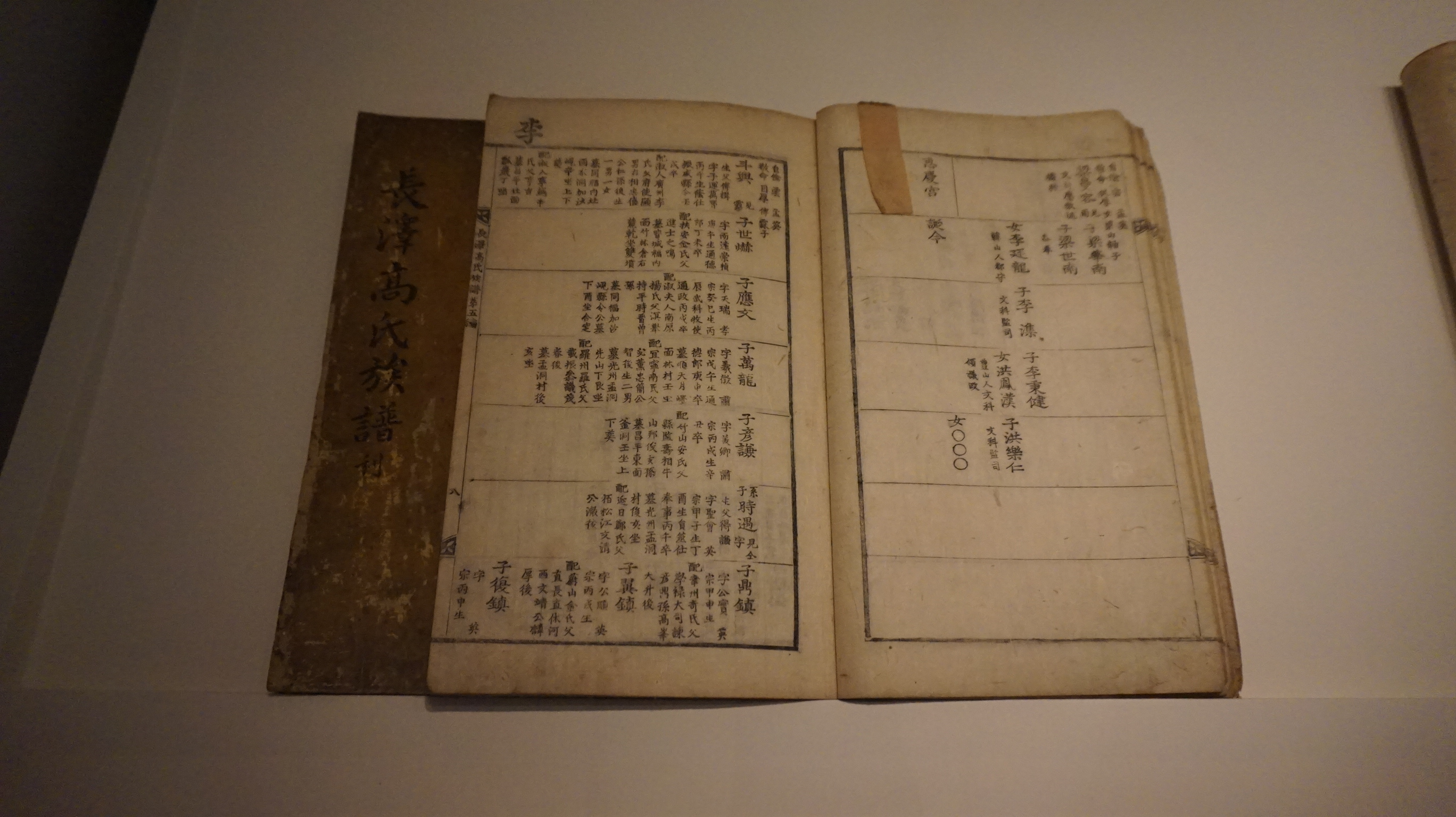
Jokbo (registro genealógico) del bon-gwan Jangtaek Go.

Bon-gwan (en hangul, 본관; en hanja, 本貫; McCune-Reischauer, Pon'gwan), también bonjeok (본적?, 本籍?, ponchŏkMR), bon (본?, 本?, ponMR) y gwanhyang (관향?, 貫鄕?, kwanhyangMR), es un término utilizado para identificar un clan en la onomástica coreana.
El nombre de cada bon-gwan se compone de dos partes, un lugar (correspondiente al lugar de nacimiento o asentamiento del antepasado fundador) y el apellido: por ejemplo, Andong Kim (안동 김씨) identifica el linaje de los Kim de Andong. La pertenencia a un bon-gwan se transmite de padres a hijos. En 2000, en Corea del Sur se utilizaban 286 apellidos y 4.179 bon-gwan: los Gimhae Kim constituían el 9 % de la población total, seguidos por los Miryang Park (6,6 %) y los Jeonju Yi (5,7 %), mientras que más del 66 % de bon-gwan tenía menos de mil miembros. Los bon-gwan más poblados se dividen en subgrupos más pequeños llamados pa.

## Historia
Nacido en China durante la dinastía Zhou y adoptado en Corea bajo la influencia de la dinastía Tang, el sistema bon-gwan fue introducido para distinguir los clanes que, aunque compartían el mismo apellido, descendían de antepasados diferentes, teniendo en cuenta que una quinta parte de la población coreana llevaba el mismo apellido. Se debate el período de su entrada real en vigor: algunos argumentan que ya estaban en uso cuando se fundó el reino de Silla en el 57 a. C., pero la mayoría cree que se introdujeron casi un milenio después, cuando el gobierno central de Silla unificada se debilitó y los nobles provinciales emergieron como una fuerza independiente y dominante con la transición al reino de Goryeo. En Silla, los apellidos eran privilegio de los nobles, y el primer gobernante de la nueva dinastía, Taejo, continuó la tradición de permitir que los súbditos leales poseyeran uno, animando a sus funcionarios a elegir nuevos apellidos para establecer sus propios linajes. Los bon-gwan también se multiplicaron gracias a que los extranjeros naturalizados que se habían asentado en Corea adoptaron apellidos locales y fundaron sus propias familias: fue el caso de los Deoksu Jang, descendientes de los musulmanes uigures Samga, y de los Cheonghae Yi, fundados por el yurchen Tung Duran en el siglo xiv. Los progenitores tomaban el nombre de sijo y sus hazañas, muchas veces rayanas en lo mítico, se transcribían en el jokbo, el registro familiar donde se anotaban todos los descendientes y sus principales éxitos.
Con la llegada de la dinastía Joseon, los apellidos dejaron de ser un privilegio y la gente común fundó su propio bon-gwan o se unió a los existentes, impulsada tanto por el énfasis del neoconfucianismo en la piedad filial y la ascendencia, como por el deseo de mejorar el propio estatus social. Durante el período Joseon, los bon-gwan revestían gran importancia, ya que establecían el estatus social de una persona y evocaban un fuerte sentido de parentesco. El bon-gwan de pertenencia determinaba la posibilidad de acceder a los más altos cargos gubernamentales. Se estableció así el «comercio de apellidos», y quienes podían permitírselo compraron su adscripción a un bon-gwan prestigioso. Esta práctica experimentó un notable impulso después de las invasiones japonesas (1592-1598), cuando era económicamente ventajoso para la nobleza empobrecida incluir en el propio jokbo a los comerciantes que mientras tanto se habían enriquecido. Aunque el comercio de apellidos redujo el prestigio del bon-gwan y las ventajas de pertenecer a él, algunos —como los Andong Kim— lograron conservar un poder político considerable. A partir de la segunda mitad del siglo xx su influencia siguió decayendo con el abandono del modelo de familia extensa en favor de la familia nuclear.
En Corea del Sur los bon-gwan eran especialmente necesarios para el matrimonio, ya que estaban prohibidas las uniones entre miembros de un mismo linaje, incluso si la pareja no tenía ningún parentesco consanguíneo directo.Si esa no se casaba durante el período de gracia que caía cada diez años, podía recurrir al matrimonio de hecho, pero los hijos se consideraban ilegítimos. En 1997 la prohibición fue declarada inconstitucional y la enmienda de 2005 al Código Civil prohibió únicamente los matrimonios entre parientes cercanos.

## Lista
La siguiente lista enumera los 100 bon-gwan más poblados de Corea del Sur según el censo de 2000.
| Nombre                          | Hangŭl    | Hanja    | Componentes | Fuente  |
| ------------------------------- | --------- | -------- | ----------- | ------- |
| Gimhae Kim                      | 김해 김씨 | 金海金氏 | 4 124 934   | [ 7 ]   |
| Miryang Park                    | 밀양 박씨 | 密陽朴氏 | 3 031 478   | [ 8 ]   |
| Jeonju Yi                       | 전주 이씨 | 全州李氏 | 2 609 890   | [ 9 ]   |
| Gyeongju Kim                    | 경주 김씨 | 慶州金氏 | 1 736 798   | [ 10 ]  |
| Gyeongju Yi                     | 경주 이씨 | 慶州李氏 | 1 424 866   | [ 11 ]  |
| Gyeongju Choe                   | 경주 최씨 | 慶州崔氏 | 976 820     | [ 12 ]  |
| Jinju Kang                      | 진주 강씨 | 晋州姜氏 | 966 710     | [ 13 ]  |
| Gwansan Kim                     | 광산 김씨 | 光山金氏 | 837 008     | [ 14 ]  |
| Papyeong Yun                    | 파평 윤씨 | 坡平尹氏 | 713 947     | [ 15 ]  |
| Cheongju Han                    | 청주 한씨 | 淸州韓氏 | 642 992     | [ 16 ]  |
| Andong Kwon                     | 안동 권씨 | 安東權氏 | 629 291     | [ 17 ]  |
| Indong Jang                     | 인동 장씨 | 仁同張氏 | 591 315     | [ 18 ]  |
| Gimnyeong Kim                   | 김녕 김씨 | 金寧金氏 | 513 015     | [ 19 ]  |
| Pyeongsan Shin                  | 평산 신씨 | 平山申氏 | 496 874     | [ 20 ]  |
| Sunheung Ahn                    | 순흥 안씨 | 順興安氏 | 468 827     | [ 21 ]  |
| Dongnae Jeong                   | 동래 정씨 | 東萊鄭氏 | 442 363     | [ 22 ]  |
| Dalseong Seo                    | 달성 서씨 | 達城徐氏 | 429 353     | [ 23 ]  |
| Andong Kim                      | 안동 김씨 | 安東金氏 | 425 264     | [ 24 ]  |
| Haeju Oh                        | 해주 오씨 | 海州吳氏 | 422 735     | [ 25 ]  |
| Jeonju Choe                     | 전주 최씨 | 全州崔氏 | 392 548     | [ 26 ]  |
| Nampyeong Moon                  | 남평 문씨 | 南平文氏 | 380 530     | [ 27 ]  |
| Namyang Hong                    | 남양 홍씨 | 南陽洪氏 | 379 708     | [ 28 ]  |
| Changnyeong Jo                  | 창녕 조씨 | 昌寧曺氏 | 338 222     | [ 29 ]  |
| Jeju Go                         | 제주 고씨 | 濟州高氏 | 325 950     | [ 30 ]  |
| Suwon Baek                      | 수원 백씨 | 水原白氏 | 316 535     | [ 31 ]  |
| Hanyang Jo                      | 한양 조씨 | 漢陽趙氏 | 307 746     | [ 32 ]  |
| Gyeongju Jeong                  | 경주 정씨 | 慶州鄭氏 | 303 443     | [ 33 ]  |
| Munhwa Ryu                      | 문화 류씨 | 文化柳氏 | 284 083     | [ 34 ]  |
| Miryang Son                     | 밀양 손씨 | 密陽孫氏 | 274 665     | [ 35 ]  |
| Haman Jo                        | 함안 조씨 | 咸安趙氏 | 259 196     | [ 36 ]  |
| Uiseong Kim                     | 의성 김씨 | 義城金氏 | 253 309     | [ 37 ]  |
| Changwon Hwang                  | 창원 황씨 | 昌原黃氏 | 252 814     | [ 38 ]  |
| Jinju Jeong                     | 진주 정씨 | 晋州鄭氏 | 238 505     | [ 39 ]  |
| Naju Im                         | 나주 임씨 | 羅州林氏 | 236 877     | [ 40 ]  |
| Yeosan Song                     | 여산 송씨 | 礪山宋氏 | 232 753     | [ 41 ]  |
| Namwon Yang                     | 남원 양씨 | 南原梁氏 | 218 546     | [ 42 ]  |
| Yeonil Jeong                    | 연일 정씨 | 延日鄭氏 | 216 510     | [ 43 ]  |
| Cheongsong Shim                 | 청송 심씨 | 靑松沈氏 | 212 717     | [ 44 ]  |
| Pyeongtaek Im                   | 평택 임씨 | 平澤林氏 | 210 089     | [ 45 ]  |
| Eunjin Song                     | 은진 송씨 | 恩津宋氏 | 208 816     | [ 46 ]  |
| Beopheung Kim                   | 법흥 김씨 | 法興金氏 | 199 544     | [ 47 ]  |
| Seongju Yi                      | 성주 이씨 | 星州李氏 | 186 188     | [ 48 ]  |
| Haeju Choe                      | 해주 최씨 | 海州崔氏 | 181 840     | [ 49 ]  |
| Gangneung Yu                    | 강릉 유씨 | 江陵劉氏 | 178 913     | [ 50 ]  |
| Icheon Seo                      | 이천 서씨 | 利川徐氏 | 172 072     | [ 51 ]  |
| Changnyeong Seong               | 창녕 성씨 | 昌寧成氏 | 167 903     | [ 52 ]  |
| Gangneung Kim                   | 강릉 김씨 | 江陵金氏 | 165 953     | [ 53 ]  |
| Danyang Woo                     | 단양 우씨 | 丹陽禹氏 | 162 479     | [ 54 ]  |
| Yeonan Cha                      | 연안 차씨 | 延安車氏 | 161 325     | [ 55 ]  |
| Hadong Jeong                    | 하동 정씨 | 河東鄭氏 | 158 396     | [ 56 ]  |
| Gwangju Yi                      | 광주 이씨 | 廣州李氏 | 158 249     | [ 57 ]  |
| Sinan Ju                        | 신안 주씨 | 新安朱氏 | 151 227     | [ 58 ]  |
| Uiryeong Nam                    | 의령 남씨 | 宜寧南氏 | 150 394     | [ 59 ]  |
| Jangsu Hwang                    | 장수 황씨 | 長水黃氏 | 146 575     | [ 60 ]  |
| Yeonan Yi                       | 연안 이씨 | 延安李氏 | 145 440     | [ 61 ]  |
| Yeoheung Min                    | 여흥 민씨 | 驪興閔氏 | 142 572     | [ 62 ]  |
| Jeongseong Jeon                 | 정선 전씨 | 旌善全氏 | 141 380     | [ 63 ]  |
| Gangneung Choe                  | 강릉 최씨 | 江陵崔氏 | 140 854     | [ 64 ]  |
| Hyeonpung Kwak                  | 현풍 곽씨 | 玄風郭氏 | 140 283     | [ 65 ]  |
| Bannam Park                     | 반남 박씨 | 潘南朴氏 | 139 438     | [ 66 ]  |
| Pyeonghae Hwang                 | 평해 황씨 | 平海黃氏 | 137 150     | [ 67 ]  |
| Hansan Yi                       | 한산 이씨 | 韓山李氏 | 136 615     | [ 68 ]  |
| Jeju Yang                       | 제주 양씨 | 濟州梁氏 | 133 355     | [ 69 ]  |
| Jeonui Yi                       | 전의 이씨 | 全義李氏 | 133 237     | [ 70 ]  |
| Cheonan Jeon                    | 천안 전씨 | 天安全氏 | 133 074     | [ 71 ]  |
| Yangcheon Heo                   | 양천 허씨 | 陽川許氏 | 130 286     | [ 72 ]  |
| Damyang Jeon                    | 담양 전씨 | 潭陽田氏 | 128 007     | [ 73 ]  |
| Hampyeong Yi                    | 함평 이씨 | 咸平李氏 | 125 419     | [ 74 ]  |
| Yeongwol Eom                    | 영월 엄씨 | 寧越嚴氏 | 124 697     | [ 75 ]  |
| Hamyang Park                    | 함양 박씨 | 咸陽朴氏 | 123 688     | [ 76 ]  |
| Jinju Ha                        | 진주 하씨 | 晋州河氏 | 121 054     | [ 77 ]  |
| Gimhae Heo                      | 김해 허씨 | 金海許氏 | 121 031     | [ 78 ]  |
| Neungseong Gu                   | 능성 구씨 | 綾城具氏 | 120 503     | [ 79 ]  |
| Chungju Ji                      | 충주 지씨 | 忠州池氏 | 118 211     | [ 80 ]  |
| Goryeong Shin                   | 고령 신씨 | 高靈申氏 | 116 966     | [ 81 ]  |
| Hapcheon Yi                     | 합천 이씨 | 陜川李氏 | 115 462     | [ 82 ]  |
| Pungyang Jo                     | 풍양 조씨 | 豊壤趙氏 | 113 798     | [ 83 ]  |
| Gigye Yu                        | 기계 유씨 | 杞溪兪氏 | 113 430     | [ 84 ]  |
| Seonsan Kim (de Kim Seong-gung) | 선산 김씨 | 善山金氏 | 109 682     | [ 85 ]  |
| Seonsan Kim (de Kim Chu-gye)    | 선산 김씨 | 善山金氏 | 109 682     | [ 85 ]  |
| Wonju Won                       | 원주 원씨 | 原州元氏 | 109 505     | [ 86 ]  |
| Naju Na                         | 나주 나씨 | 羅州羅氏 | 108 139     | [ 87 ]  |
| Pungcheon Im                    | 풍천 임씨 | 豊川任氏 | 99 986      | [ 88 ]  |
| Yeoyang Jin                     | 여양 진씨 | 驪陽陳氏 | 97 372      | [ 89 ]  |
| Yeongcheon Yi                   | 영천 이씨 | 永川李氏 | 94 491      | [ 90 ]  |
| Cheongpung Kim                  | 청풍 김씨 | 淸風金氏 | 94 468      | [ 91 ]  |
| Naju Jeong                      | 나주 정씨 | 羅州鄭氏 | 93 845      | [ 92 ]  |
| Chogye Jeong                    | 초계 정씨 | 草溪鄭氏 | 93 586      | [ 93 ]  |
| Byeokjin Yi                     | 벽진 이씨 | 碧珍李氏 | 91 907      | [ 94 ]  |
| Seongju Bae                     | 성주 배씨 | 星州裵氏 | 90 239      | [ 95 ]  |
| Suncheon Park                   | 순천 박씨 | 順天朴氏 | 87 631      | [ 96 ]  |
| Goseong Yi                      | 고성 이씨 | 固城李氏 | 84 383      | [ 97 ]  |
| Andong Jang                     | 안동 장씨 | 安東長氏 | 83 961      | [ 98 ]  |
| Yeongsan Shin                   | 영산 신씨 | 靈山辛氏 | 83 798      | [ 99 ]  |
| Naju Jeong                      | 나주 정씨 | 羅州丁氏 | 82 863      | [ 100 ] |
| Samcheok Kim                    | 삼척 김씨 | 三陟金氏 | 79 985      | [ 101 ] |
| Yeonan Kim                      | 연안 김씨 | 延安金氏 | 79 788      | [ 102 ] |
| Muan Park                       | 무안 박씨 | 務安朴氏 | 78 817      | [ 103 ] |
| Gyeongju Son                    | 경주 손씨 | 慶州孫氏 | 78 450      | [ 104 ] |
| Cheongdo Kim                    | 청도 김씨 | 淸道金氏 | 75 567      | [ 105 ] |

## Entradas relacionadas
- Clan